# Poli-Turf
Poli-Turf fue una marca de césped artificial, fabricada por la empresa American Biltrite de Wellesley, Massachusetts. Fue diseñada específicamente para el fútbol americano y tenía una estructura patentada de capas que incluía una "plataforma de choque" entre la hierba artificial y el asfalto bajo la superficie. Se utilizó polipropileno para sus hojas de césped artificial, en lugar de las de nylon, utilizados en AstroTurf y 3M Tartan Turf.

## Historia en Miami
Poli-Turf se instaló por primera vez en la ciudad de Miami, en el Orange Bowl Stadium en 1970 y fue utilizada durante seis temporadas. El estadio fue utilizado tanto para el fútbol americano universitario como para el fútbol profesional, principalmente por Miami Hurricanes y Miami Dolphins de la NFL. Se jugaron varios eventos como el New Year's Day del Orange Bowl, y también juegos importantes como el Super Bowl. Universidad de Nebraska Comhuskers ganó los primeros tres partidos jugados en el Orange Bowl Stadium de poli-Turf, que incluyó dos campeonatos nacionales. El primer Super Bowl jugado en césped artificial se jugó con una superficie de Poli-Turf en el Orange Bowl Stadium, el 17 de enero de 1971, cuando los Baltimore Colts derrotaron a Dallas Cowboys 16-13 en el Super Bowl V. El último partido jugado con el poli-Turf en Miami fue en el Super Bowl X el 18 de enero de 1976.
El polipropileno del Poli-Turf se volvió muy resbaladizo en condiciones de calor y sol. El campo fue reemplazado después de dos temporadas, antes de 1972, los Dolphins quedaron invictos, pero la sustitución sólo duró cuatro temporadas. En sólo seis años, ambas instalaciones se deterioraron rápidamente y algunos jugadores de fútbol sufrieron varias lesiones en la pierna y el tobillo, y algunos jugadores afirmaban tropezar con las costuras. El campo se descoloró de verde a azul, debido a los rayos ultravioleta del sol de Miami. La ciudad de Miami eliminó el Poli-Turf en 1976 y volvió a instalar césped natural (Prescription Athletic Turf (PAT)), que se mantuvo hasta el cierre del estadio.

## Otras instalaciones
El poli-Turf se instaló en varios estadios de la NFL como el estadio de los New England Patriots, el Schaefer Stadium y el de los New Orleans Saints, el Tulane Stadium, al igual que el otro estadio Tulane Green Wave (también anfitrión de la Sugar Bowl). Entre los estadios notables se incluyen Legion Field en Birmingham, Alabama, y el Alumni Stadium de la Universidad de Boston.
American Biltrite cesó la producción de poli-Turf en 1973 y 3M detuvo la fabricación de Tartan Turf en 1974, citando el aumento de los precios del petróleo. Esto dejó a Monsanto (AstroTurf) como el único fabricante importante de césped artificial hasta que FieldTurf inició sus operaciones a finales de 1980.